# 匍筋骨草
匍筋骨草（學名：Ajuga reptans）為唇形科筋骨草屬植物，生長在潮濕林地、草地等，分佈於歐洲、伊朗和高加索地區。矮生匍匐植物，高約15公分，以根莖覆蓋地面。莖的分枝多，葉緣呈齒狀，短小穗狀花序由藍紫色的管狀小花組成。

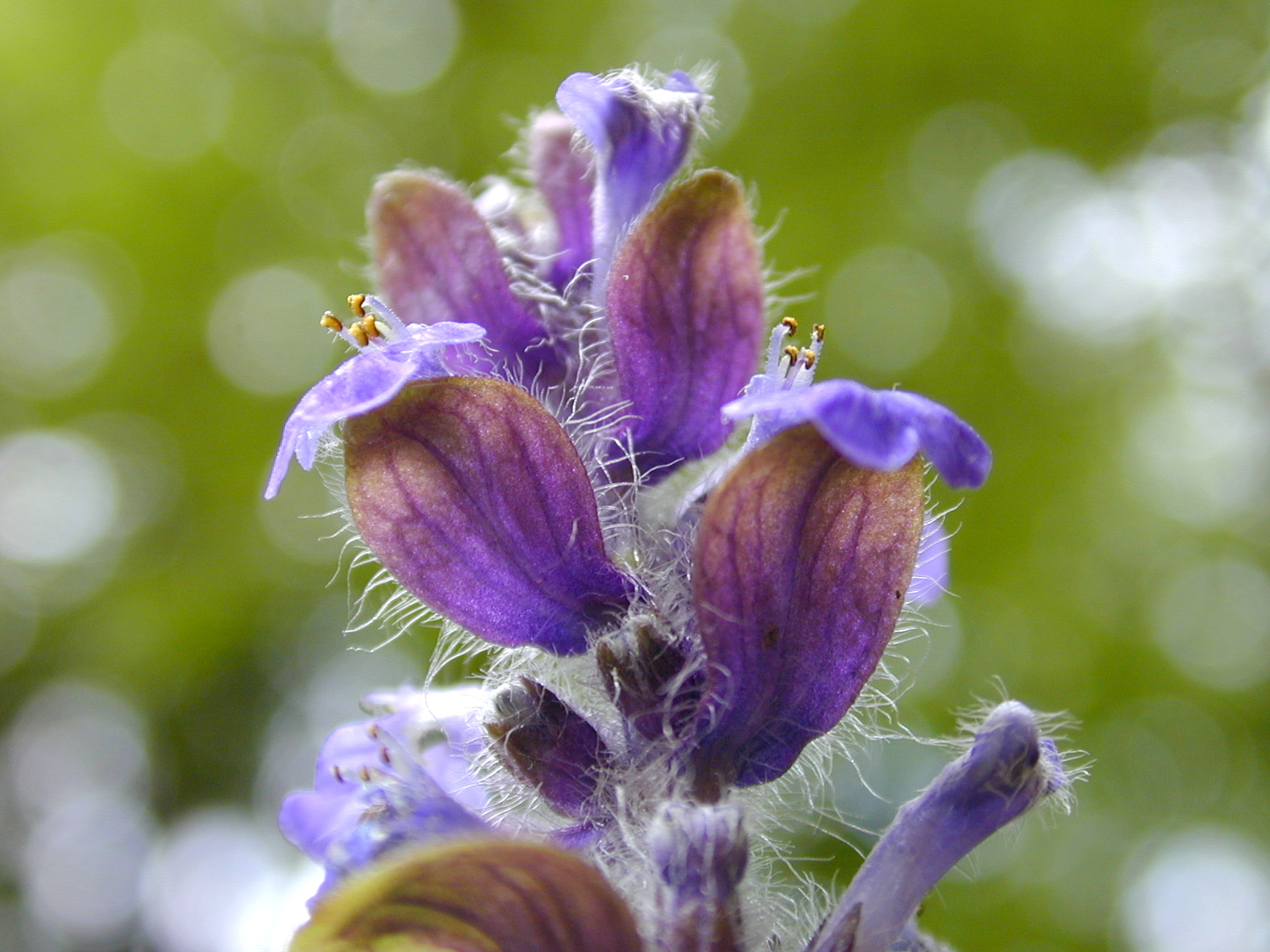
藍紫色管狀小花

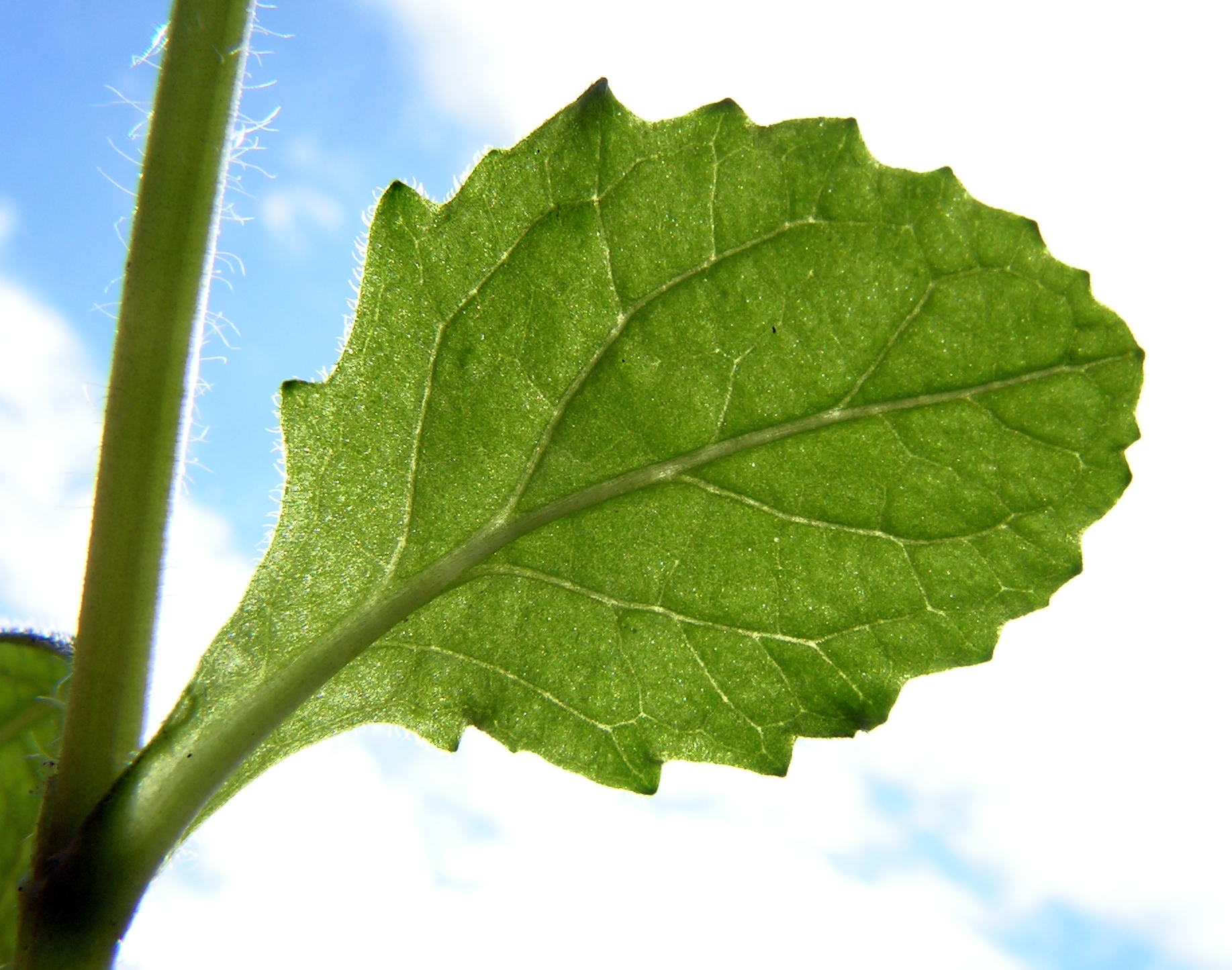
葉緣鋸齒

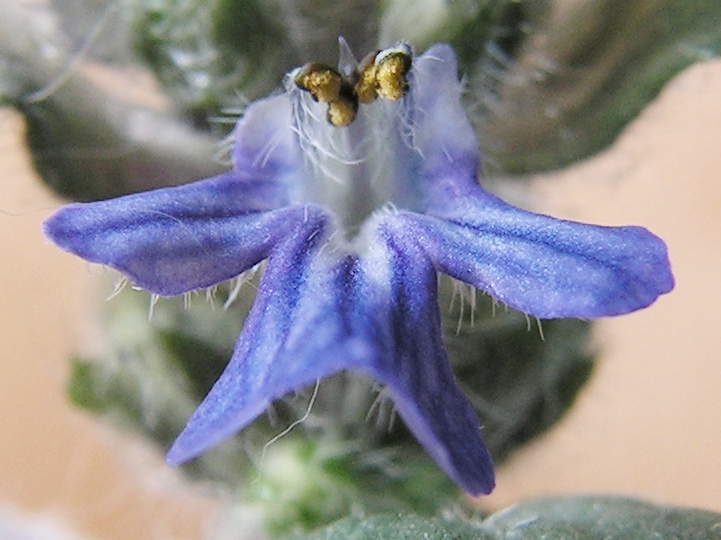
花的正面

## 文獻
- 世界藥用植物圖鑑 頁140，Lesley Bremness 著，貓頭鷹出版社 ISBN 978-986-7001-99-3

## 維基資源
维基共享资源上的相關多媒體資源：匍筋骨草
 維基物種上的相關：匍筋骨草